# William Sanderson
William Sanderson (født 10. januar 1944) er en amerikansk skuespiller.